# لوس تشافيس (نيومكسيكو)
لوس تشافيس (بالإنجليزية: Los Chaves CDP, New Mexico)‏ هي منطقة سكنية تقع بولاية نيومكسيكو في الولايات المتحدة. تبلغ مساحتها 26.5 كم2، وترتفع عن سطح البحر 1470 م، بلغ عدد سكانها 5446 نسمة في عام 2010 حسب إحصاء مكتب تعداد الولايات المتحدة وتصل الكثافة السكانية فيها 205.5 نسمة لكل كيلومتر مربع (532.2/ميل2).

## التركيبة السكانية
حدّد مكتب تعداد الولايات المتحدة بيانات التركيبة السكانية للوس تشافيس في تعداد الولايات المتحدة. في ما يلي، التركيبة السكانية حسب تعدادي 2000 و2010.

### تعداد عام 2000
بلغ عدد سكان لوس تشافيس 5033 نسمة بحسب تعداد عام 2000، وبلغ عدد الأسر 1764 أسرة وعدد العائلات 1366 عائلة مقيمة في المنطقة السكنية. في حين سجلت الكثافة السكانية 189.9 نسمة لكل كيلومتر مربع (491.8/ميل2). وبلغ عدد الوحدات السكنية 1888 وحدة بمتوسط كثافة قدره 71.2 لكل كيلومتر مربع (184.4/ميل2).
وتوزع التركيب العرقي للمنطقة السكنية بنسبة 66.42% من البيض و0.60% من الأمريكيين الأفارقة و1.27% من الأمريكيين الأصليين و0.20% من الأمريكيين ذوي الأصول الآسيوية و0.02% من سكان جزر المحيط الهادئ و26.43% من الأعراق الأخرى و5.07% من عرقين مختلطين أو أكثر و54.10% من الهسبانيون أو اللاتينيون من أي عرق.
بلغ عدد الأسر 1764 أسرة كانت نسبة 44.4% منها لديها أطفال تحت سن الثامنة عشر تعيش معهم، وبلغت نسبة الأزواج القاطنين مع بعضهم البعض 58.7% من أصل المجموع الكلي للأسر، ونسبة 13.2% من الأسر كان لديها معيلات من الإناث دون وجود شريك، بينما كانت نسبة 5.5% من الأسر لديها معيلون من الذكور دون وجود شريكة وكانت نسبة 22.6% من غير العائلات. تألفت نسبة 17.2% من أصل جميع الأسر من عدة أفراد يعيشون في نفس المنزل ونسبة 5.4% كانت تتألف من شخص يعيش بمفرده يبلغ من العمر 65 عاماً أو أكثر. وبلغ متوسط حجم الأسرة المعيشية 2.85، أما متوسط حجم العائلات فبلغ 3.21.
بلغ العمر الوسطي للسكان 34.9 عاماً. وكانت نسبة 30% من القاطنين تحت سن الثامنة عشر، وكانت نسبة 7.4% بين الثامنة عشر والرابعة والعشرين عاماً، ونسبة 30.5% كانت واقعةً في الفئة العمرية ما بين الخامسة والعشرين والرابعة والأربعين عاماً، ونسبة 23.5% كانت ما بين الخامسة والأربعين والرابعة والستين، ونسبة 8.6% كانت ضمن فئة الخامسة والستين عاماً فما فوق. يوجد لكل 100 أنثى 99.6 ذكر، ويوجد لكل 100 أنثى في الثامنة عشر من عمرها فما فوق 95.4 ذكر.
بلغ متوسط دخل الأسرة في المنطقة السكنية 38228 دولارًا، أما متوسط دخل العائلة فبلغ 40896 دولارًا. وكان متوسط دخل الذكور 32278 دولارًا مقابل 22537 دولارًا للإناث. وسجل دخل الفرد الخاص بالمنطقة السكنية 16092 دولارًا. وكانت نسبة 13.1% من العائلات ونسبة 15.8% من السكان تحت خط الفقر، وكان من هؤلاء نسبة 20.3% تحت سن الثامنة عشر ونسبة 12.7% في الخامسة والستين من العمر وما فوق.

### تعداد عام 2010
بلغ عدد سكان لوس تشافيس 5446 نسمة بحسب تعداد عام 2010، وبلغ عدد الأسر 1988 أسرة وعدد العائلات 1425 عائلة مقيمة في المنطقة السكنية. في حين سجلت الكثافة السكانية 205.5 نسمة لكل كيلومتر مربع (532.2/ميل2). وبلغ عدد الوحدات السكنية 2151 وحدة بمتوسط كثافة قدره 81.2 لكل كيلومتر مربع (210.3/ميل2).
وتوزع التركيب العرقي للمنطقة السكنية بنسبة 75.17% من البيض و0.84% من الأمريكيين الأفارقة و2.07% من الأمريكيين الأصليين و0.46% من الأمريكيين ذوي الأصول الآسيوية و0.06% من سكان جزر المحيط الهادئ و17.11% من الأعراق الأخرى و4.28% من عرقين مختلطين أو أكثر و56.70% من الهسبانيون أو اللاتينيون من أي عرق.
بلغ عدد الأسر 1988 أسرة كانت نسبة 34.8% منها لديها أطفال تحت سن الثامنة عشر تعيش معهم، وبلغت نسبة الأزواج القاطنين مع بعضهم البعض 53.3% من أصل المجموع الكلي للأسر، ونسبة 12% من الأسر كان لديها معيلات من الإناث دون وجود شريك، بينما كانت نسبة 6.4% من الأسر لديها معيلون من الذكور دون وجود شريكة وكانت نسبة 28.3% من غير العائلات. تألفت نسبة 22.2% من أصل جميع الأسر من عدة أفراد يعيشون في نفس المنزل ونسبة 8.2% كانت تتألف من شخص يعيش بمفرده يبلغ من العمر 65 عاماً أو أكثر. وبلغ متوسط حجم الأسرة المعيشية 2.74، أما متوسط حجم العائلات فبلغ 3.20.
بلغ العمر الوسطي للسكان 39.1 عاماً. وكانت نسبة 25.7% من القاطنين تحت سن الثامنة عشر، وكانت نسبة 8.5% بين الثامنة عشر والرابعة والعشرين عاماً، ونسبة 23.5% كانت واقعةً في الفئة العمرية ما بين الخامسة والعشرين والرابعة والأربعين عاماً، ونسبة 29% كانت ما بين الخامسة والأربعين والرابعة والستين، ونسبة 13.2% كانت ضمن فئة الخامسة والستين عاماً فما فوق. وتوزع التركيب الجنسي للسكان بنسبة 49.5% ذكور و50.5% إناث.